# Иоанн (Пастелий)
Иоанн Пастелий (укр. Іоанн Пастелій, венг. Pásztélyi Kovách János, 8.05.1826 г., Закарпатье, Австро-Венгрия — 24.03.1891 г., Ужгород, Австро-Венгрия) — епископ мукачевский с 25 ноября 1874 года по 24 марта 1891 год.

## Биография
Иоанн Пастелий родился 8 мая 1826 года в Закарпатье, Австро-Венгрия. 24 июня 1849 года Иоанн Пастелий был рукоположён в сан дьякона. 1 июля 1849 года состоялось рукоположение Иоанна Пастелия в священника.
25 ноября 1874 года Иоанн Пастелий был выбран епископом мукачевским. 15 марта 1875 года Римский папа Пий IX утвердил назначение Иоанна Пастелия. 18 апреля 1875 года состоялось рукоположение Иоанна Пастелия в епископа, которое совершил прешовский епископ Йозеф Гаганец в сослужении с епископом Микулашем Тотом.
Во время епископства Иоанна Пастелия усилилось давление со стороны австрийских властей на церковную жизнь в мукачевской епархии. Постепенно стал вводиться венгерский язык в богослужение русинской церкви.
Иоанн Пастелий скончался 24 марта 1891 года в Ужгороде.